# Once de Oro
El Once de oro (en francés: Onze d'or) es un prestigioso premio futbolístico individual, que desde 1976 hasta 2012 concede cada año la revista francesa Onze Mondial al mejor futbolista de Europa. El premio se concede a partir de las votaciones de los lectores de la revista, que han de escoger al mejor futbolista del fútbol europeo, independientemente de su nacionalidad, en función de los méritos conseguidos a lo largo del año, y tanto en sus actuaciones con su club como con su selección nacional. El jugador más votado recibe el premio "Once de oro", el segundo clasificado el "Once de plata" y el tercero, el "Once de bronce".
En función del resultado de las votaciones, la revista también elabora desde 1976 el denominado "Onze de onze": la alineación ideal del año, formada por jugadores que militen en clubes europeos. 
Desde 1991 la revista también concede el "Premio Onze al entrenador del año".
Hasta 2009, el trofeo se entregaba en diciembre. A partir de ahí el trofeo se entrega en junio, razón por la cual no hubo vencedor en 2010. En 2013, 2014, 2016 y 2020 no hubo premios. 
En 2015, el trofeo premió al mejor jugador y entrenador francés de manera exclusiva, pasando a ser un premio a la temporada, en vez de por año natural, a partir de 2016-17.

## Historial

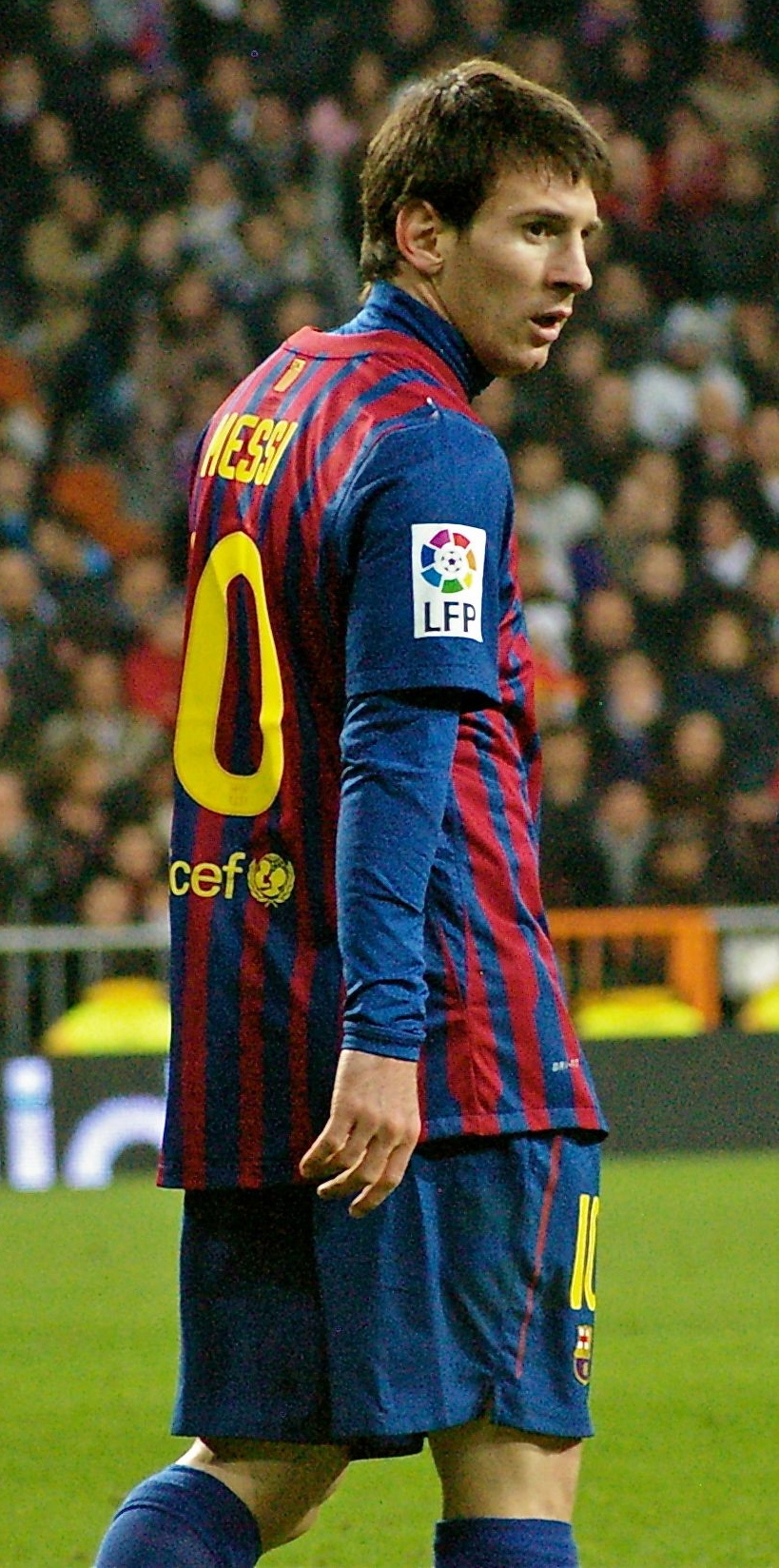
Lionel Messi ostenta el récord de cuatro trofeos conseguidos.

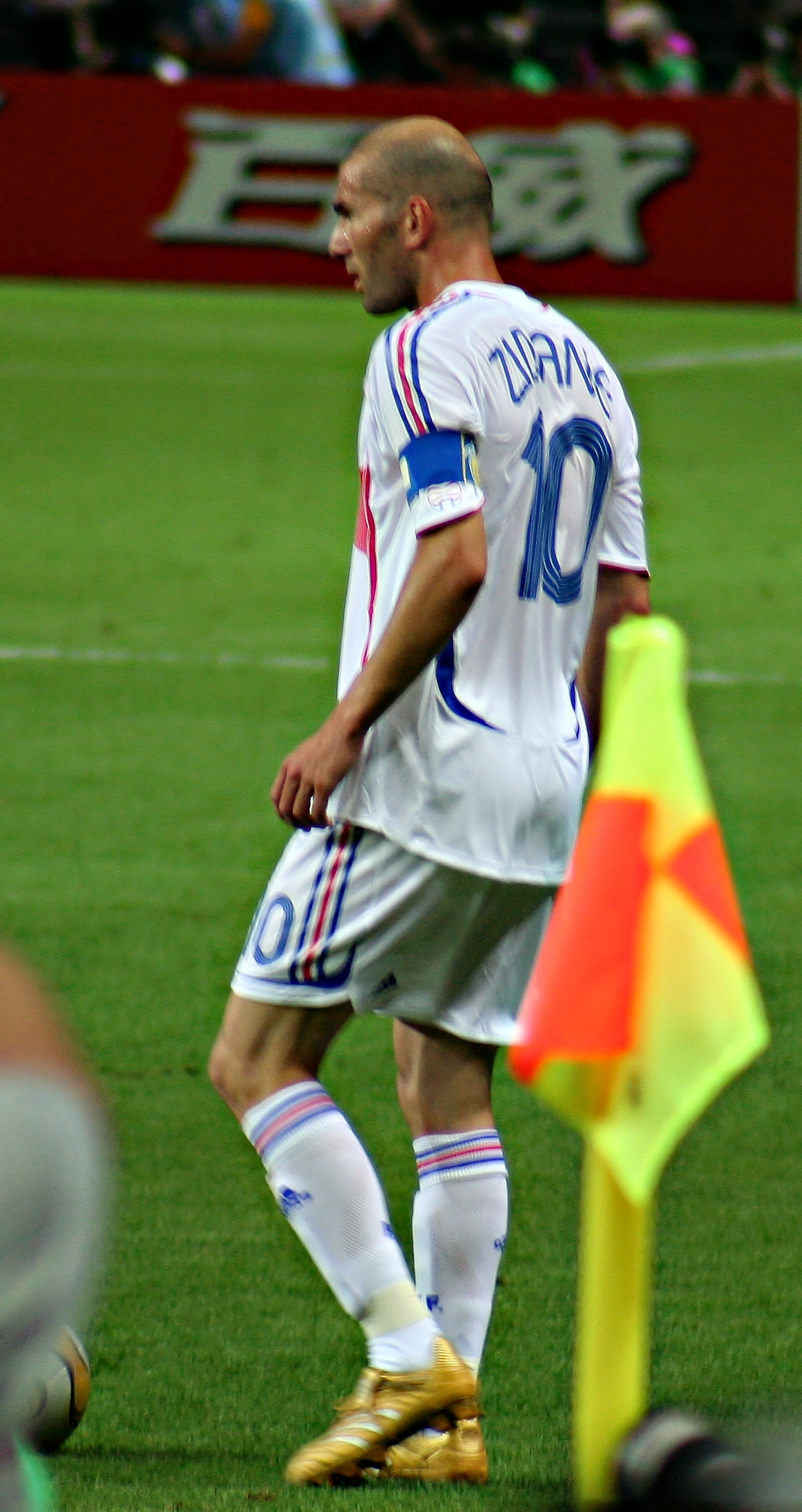
Zinedine Zidane, el francés más laureado.

| Edición                                         | Once de Oro                               | Once de Plata                         | Once de Bronce                            |
| ----------------------------------------------- | ----------------------------------------- | ------------------------------------- | ----------------------------------------- |
| 1976                                            | Rob Rensenbrink (RSC Anderlecht)          | Kevin Keegan (Liverpool FC)           | Dominique Rocheteau (AS Saint-Étienne)    |
| 1977                                            | Kevin Keegan (Hamburger SV)               | Michel Platini (AS Saint-Étienne)     | Allan Simonsen (Borussia Mönchengladbach) |
| 1978                                            | Mario Kempes (Valencia CF)                | Hansi Krankl (Rapid Viena)            | Robert Rensenbrink (RSC Anderlecht)       |
| 1979                                            | Kevin Keegan (Hamburger SV)               | Trevor Francis (Nottingham Forest)    | Robert Rensenbrink (RSC Anderlecht)       |
| 1980                                            | Karl-Heinz Rummenigge (Bayern Múnich)     | Kevin Keegan (Southampton FC)         | Horst Hrubesch (Hamburger SV)             |
| 1981                                            | Karl-Heinz Rummenigge (Bayern Múnich)     | Paul Breitner (Bayern Múnich)         | Jan Ceulemans (Club Brujas)               |
| 1982                                            | Paolo Rossi (Juventus FC)                 | Alain Giresse (Girondins de Bordeaux) | Paulo Roberto Falcão (AS Roma)            |
| 1983                                            | Michel Platini (Juventus FC)              | Paulo Roberto Falcão (AS Roma)        | Karl-Heinz Rummenigge (Bayern Múnich)     |
| 1984                                            | Michel Platini (Juventus FC)              | Jean Tigana (Girondins de Bordeaux)   | Preben Elkjær Larsen (Hellas Verona)      |
| 1985                                            | Michel Platini (Juventus FC)              | Preben Elkjær Larsen (Hellas Verona)  | Diego Armando Maradona (SSC Napoli)       |
| 1986                                            | Diego Armando Maradona (SSC Napoli)       | Manuel Amorós (AS Mónaco)             | Gary Lineker (F. C. Barcelona)            |
| 1987                                            | Diego Armando Maradona (SSC Napoli)       | Marco van Basten (AC Milan)           | Jean Tigana (Girondins de Bordeaux)       |
| 1988                                            | Marco van Basten (AC Milan)               | Ruud Gullit (AC Milan)                | Diego Armando Maradona (SSC Napoli)       |
| 1989                                            | Marco van Basten (AC Milan)               | Ruud Gullit (AC Milan)                | Jean-Pierre Papin (Olympique de Marsella) |
| 1990                                            | Lothar Matthäus (Inter de Milán)          | Salvatore Schillaci (Juventus FC)     | Jean-Pierre Papin (Olympique de Marsella) |
| 1991                                            | Jean Pierre Papin (Olympique de Marsella) | Chris Waddle (Olympique de Marsella)  | Lothar Matthäus (Inter de Milán)          |
| 1992                                            | Hristo Stoichkov (F. C. Barcelona)        | Marco van Basten (AC Milan)           | Jean-Pierre Papin (Milan AC)              |
| 1993                                            | Roberto Baggio (Juventus FC)              | Alen Bokšić (Olympique de Marsella)   | Romário (PSV Eindhoven)                   |
| 1994                                            | Romário (F. C. Barcelona)                 | Hristo Stoichkov (F. C. Barcelona)    | Roberto Baggio (Juventus FC)              |
| 1995                                            | George Weah (AC Milan)                    | Roberto Baggio (AC Milan)             | Paolo Maldini (AC Milan)                  |
| 1996                                            | Éric Cantona (Manchester United)          | George Weah (AC Milan)                | Matthias Sammer (Borussia Dortmund)       |
| 1997                                            | Ronaldo (Inter de Milán)                  | Zinedine Zidane (Juventus FC)         | Marco Simone (Paris Saint-Germain)        |
| 1998                                            | Zinedine Zidane (Juventus FC)             | Fabien Barthez (AS Mónaco)            | Emmanuel Petit (Arsenal Football Club)    |
| 1999                                            | Rivaldo (F. C. Barcelona)                 | David Beckham (Manchester United)     | Zinedine Zidane (Juventus FC)             |
| 2000                                            | Zinedine Zidane (Juventus FC)             | Luís Figo (Real Madrid C. F.)         | Thierry Henry (Arsenal Football Club)     |
| 2001                                            | Zinedine Zidane (Real Madrid C. F.)       | Michael Owen (Liverpool FC)           | Robert Pirès (Arsenal Football Club)      |
| 2002                                            | Ronaldo (Real Madrid C. F.)               | Zinedine Zidane (Real Madrid C. F.)   | Ronaldinho (Paris Saint-Germain F. C.)    |
| 2003                                            | Thierry Henry (Arsenal Football Club)     | Zinedine Zidane (Real Madrid C. F.)   | David Beckham (Real Madrid C. F.)         |
| 2004                                            | Didier Drogba (Chelsea FC)                | Thierry Henry (Arsenal Football Club) | Ronaldinho (F. C. Barcelona)              |
| 2005                                            | Ronaldinho (F. C. Barcelona)              | Steven Gerrard (Liverpool FC)         | Thierry Henry (Arsenal Football Club)     |
| 2006                                            | Thierry Henry (Arsenal Football Club)     | Ronaldinho (F. C. Barcelona)          | Franck Ribéry (Olympique de Marsella)     |
| 2007                                            | Kaká (AC Milan)                           | Cristiano Ronaldo (Manchester Utd)    | Didier Drogba (Chelsea FC)                |
| 2008                                            | Cristiano Ronaldo (Manchester United)     | Lionel Messi (F. C. Barcelona)        | Franck Ribéry (FC Bayern Múnich)          |
| 2009                                            | Lionel Messi (F. C. Barcelona)            | Cristiano Ronaldo (Real Madrid C. F.) | Andrés Iniesta (F. C. Barcelona)          |
| En 2010 no hubo entrega del Once de Oro.        |                                           |                                       |                                           |
| 2010-11                                         | Lionel Messi (F. C. Barcelona)            | Andrés Iniesta (F. C. Barcelona)      | Cristiano Ronaldo (Real Madrid C. F.)     |
| 2011-12                                         | Lionel Messi (F. C. Barcelona)            | Cristiano Ronaldo (Real Madrid C. F.) | Radamel Falcao (Atlético de Madrid)       |
| En 2013 y 2014 no hubo entrega del Once de Oro. |                                           |                                       |                                           |
| 2014-15                                         | Antoine Griezmann (Atlético de Madrid)    | Paul Pogba (Juventus F. C.)           | Alexandre Lacazette (Olympique de Lyon)   |
| En 2016 no hubo entrega del Once de Oro.        |                                           |                                       |                                           |
| 2016-17                                         | Cristiano Ronaldo (Real Madrid C. F.)     | Lionel Messi (F. C. Barcelona)        | Antoine Griezmann (Atlético de Madrid)    |
| 2017-18                                         | Lionel Messi (F. C. Barcelona)            | Mohamed Salah (Liverpool FC)          | Cristiano Ronaldo (Real Madrid C. F.)     |
| 2018-19                                         | Sadio Mané (Liverpool FC)                 | Lionel Messi (F. C. Barcelona)        | Kylian Mbappé (Paris Saint-Germain F. C.) |
| En 2020 no hubo entrega del Once de Oro.        |                                           |                                       |                                           |
| 2020-21                                         | Karim Benzema (Real Madrid C. F.)         | Lionel Messi (F. C. Barcelona)        | Robert Lewandowski (F. C. Bayern)         |
| 2021-22                                         | Karim Benzema (Real Madrid C. F.)         | Sadio Mané (Liverpool FC)             | Robert Lewandowski (F. C. Bayern)         |
| 2022-23                                         | Erling Haaland (Manchester City F. C.)    | Karim Benzema (Real Madrid C. F.)     | Kylian Mbappé (Paris Saint-Germain F. C.) |

Nota: Se indica el club en el momento de recibir el premio.

## Palmarés
| Futbolista            | País         | Veces 1.º | Veces 2.º | Veces 3.º | Total |
| --------------------- | ------------ | --------- | --------- | --------- | ----- |
| Lionel Messi          | Argentina    | 4         | 4         | 0         | 8     |
| Zinedine Zidane       | Francia      | 3         | 3         | 1         | 7     |
| Michel Platini        | Francia      | 3         | 1         | 0         | 4     |
| Cristiano Ronaldo     | Portugal     | 2         | 3         | 2         | 7     |
| Kevin Keegan          | Inglaterra   | 2         | 2         | 0         | 4     |
| Marco van Basten      | Países Bajos | 2         | 2         | 0         | 4     |
| Thierry Henry         | Francia      | 2         | 1         | 2         | 5     |
| Karim Benzema         | Francia      | 2         | 1         | 0         | 3     |
| Diego Maradona        | Argentina    | 2         | 0         | 2         | 4     |
| Karl-Heinz Rummenigge | Alemania     | 2         | 0         | 1         | 3     |
| Ronaldo               | Brasil       | 2         | 0         | 0         | 2     |
| Ronaldinho            | Brasil       | 1         | 1         | 2         | 4     |
| Sadio Mané            | Senegal      | 1         | 1         | 0         | 2     |
| Antoine Griezmann     | Francia      | 1         | 0         | 1         | 2     |
| Kaká                  | Brasil       | 1         | 0         | 0         | 1     |
| Mario Kempes          | Argentina    | 1         | 0         | 0         | 1     |
| Erling Haaland        | Noruega      | 1         | 0         | 0         | 1     |
| Andrés Iniesta        | España       | 0         | 1         | 1         | 2     |
| Mohamed Salah         | Egipto       | 0         | 1         | 0         | 1     |
| Paul Pogba            | Francia      | 0         | 1         | 0         | 1     |
| Franck Ribéry         | Francia      | 0         | 0         | 2         | 2     |
| Robert Lewandowski    | Polonia      | 0         | 0         | 2         | 2     |
| Kylian Mbappé         | Francia      | 0         | 0         | 2         | 2     |
| Radamel Falcao        | Colombia     | 0         | 0         | 1         | 1     |
| Manuel Neuer          | Alemania     | 0         | 0         | 1         | 1     |
| Alexandre Lacazette   | Francia      | 0         | 0         | 1         | 1     |

## Mejor entrenador
| Año     | Entrenador       | Club                    |
| ------- | ---------------- | ----------------------- |
| 1991    | Raymond Goethals | Marsella                |
| 1992    | Johan Cruyff     | F. C. Barcelona         |
| 1993    | Raymond Goethals | Marsella                |
| 1994    | Johan Cruyff     | F. C. Barcelona         |
| 1995    | Louis van Gaal   | Ajax                    |
| 1996    | Guy Roux         | A. J. Auxerroise        |
| 1997    | Marcello Lippi   | Juventus F. C.          |
| 1998    | Aimé Jacquet     | Francia                 |
| 1999    | Alex Ferguson    | Manchester United F. C. |
| 2000    | Arsène Wenger    | Arsenal F. C.           |
| 2001    | Gérard Houllier  | Liverpool F. C.         |
| 2002    | Arsène Wenger    | Arsenal F. C.           |
| 2003    | Arsène Wenger    | Arsenal F. C.           |
| 2004    | Arsène Wenger    | Arsenal F. C.           |
| 2005    | José Mourinho    | Chelsea F. C.           |
| 2006    | Frank Rijkaard   | F. C. Barcelona         |
| 2007    | Alex Ferguson    | Manchester United F. C. |
| 2008    | Alex Ferguson    | Manchester United F. C. |
| 2009    | Josep Guardiola  | F. C. Barcelona         |
| 2010-11 | Josep Guardiola  | F. C. Barcelona         |
| 2011-12 | Josep Guardiola  | F. C. Barcelona         |
| 2014-15 | Hubert Fournier  | Olympique de Lyon       |
| 2016-17 | Zinedine Zidane  | Real Madrid C. F.       |
| 2017-18 | Zinedine Zidane  | Real Madrid C. F.       |
| 2018-19 | Jürgen Klopp     | Liverpool F. C.         |
| 2020-21 | Zinedine Zidane  | Real Madrid C. F.       |
| 2021-22 | Carlo Ancelotti  | Real Madrid C. F.       |
| 2022-23 | Carlo Ancelotti  | Real Madrid C. F.       |